# 나는 엄마다
《나는 엄마다》는 매주 화요일 순두부 작가가 다음 웹툰에서 연재하는 웹툰이다.